# لوییزا نسیب
لوییزا نسیب (به فرانسوی:Louisa Nécib) (متولد ۲۳ ژانویه ۱۹۸۷ در مارسی) یک فوتبالیست فرانسوی است که اصلیتی الجزایری دارد و در حال حاضر در
باشگاه فوتبال زنان المپیک لیون بازی می‌کند.
نسیب در پست هافبک هجومی بازی می‌کند و عضو تیم ملی فوتبال زنان فرانسه نیز هست.

## دوران حرفه‌ای
نسیب بازی حرفه‌ای اش را به عنوان بازیکن جوان در باشگاه‌های محلی مارسی آغاز کرد، و سپس به باشگاه CNFE Clairefontaine پیوست. بعد از آن به باشگاه فوتبال زنان المپیک لیون پیوست و در سال اول با ۲۶ بازی و ۱۱ گل زده به قهرمانی این تیم در لیگ فوتبال زنان فرانسه (French women's football championship) کمک کرد. او همچنین در رسیدن المپیک لیون به نیمه نهایی جام باشگاه‌های اروپای زنان با به ثمر رساندن ۶ گل در ۱۰ بازی نقش به سزایی داشت.

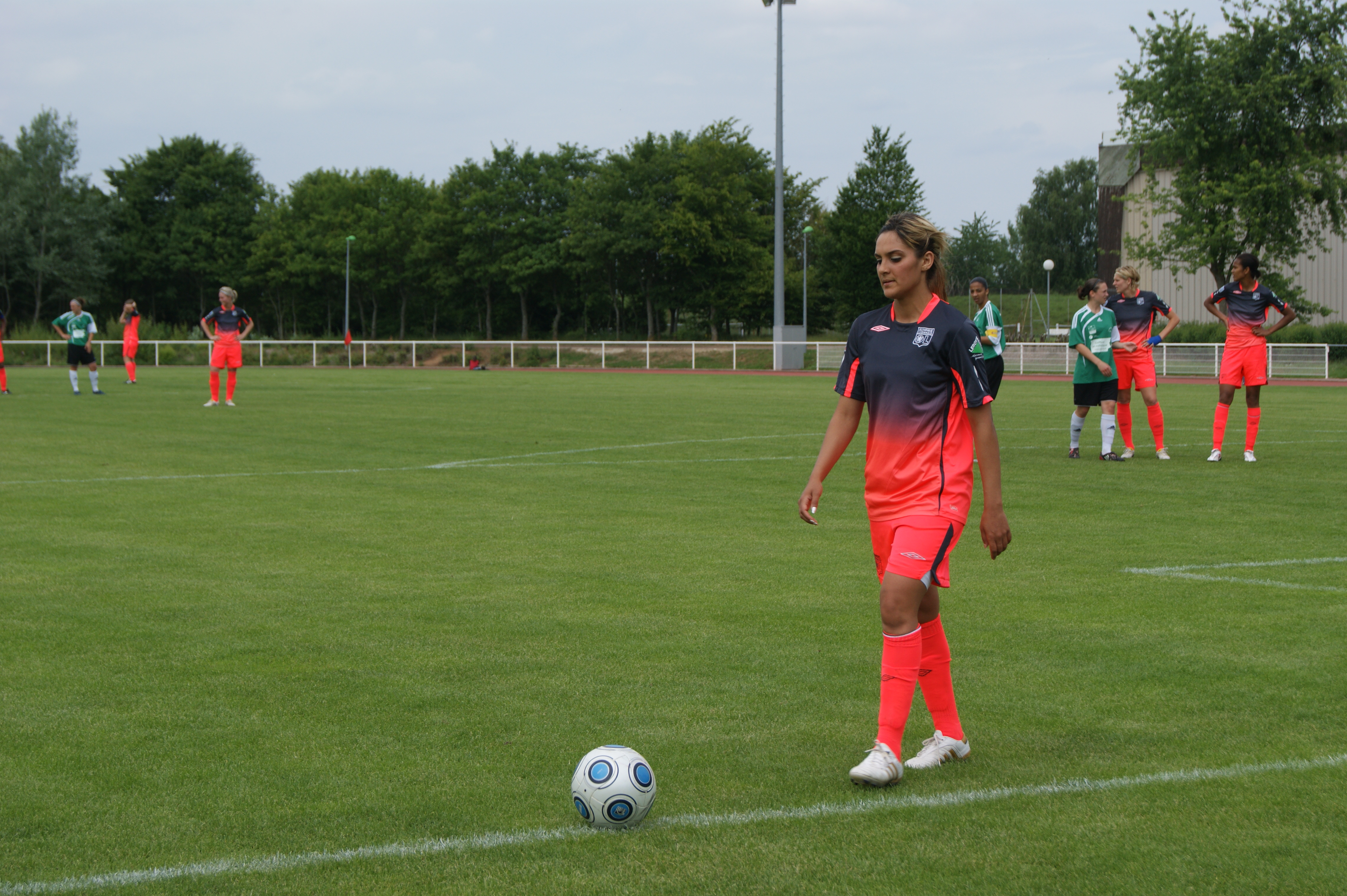
لوییزا نسیب عضو باشگاه فوتبال زنان المپیک لیون

در سال ۲۰۰۹ او به عنوان بهترین بازیکن لیگ فوتبال زنان فرانسه (French women's football championship) انتخاب شد.
در رسانه‌های فرانسوی از او به عنوان زین‌الدین زیدان بانوان یاد می‌کنند که این به خاطر اصالت الجزایری هر دو، بزرگ شدن هر دو در مارسی و مهارت عالی هر دو در فوتبال است.

## تیم ملی
نسیب بازی‌های ملی اش را برای فرانسه در ۱۹ فوریه ۲۰۰۵ در مقابل نروژ آغاز کرده‌است. تا به امروز او بیش از ۴۸ بازی ملی برای فرانسه انجام داده‌است که بیش از ۷ گل هم در آنها به ثمر رسانده‌است.